# David Asensio (futbolista)
David Asensio López, más conocido como Asensio, (Usúrbil, Guipúzcoa; 31 de mayo de 1980) es un exfutbolista español. Se desempeñaba en la posición de delantero.
Fue el primer futbolista en debutar en el Athletic Club en el año 2000.

## Trayectoria
David se formó en la cantera del Antiguoko donostiarra y, en 1997, se unió al juvenil del Athletic Club que tenía un convenio de colaboración con el club. Al año siguiente promocionó al CD Basconia, donde anotó dieciséis goles. Para la temporada 1999-00 pasó a ser jugador del Bilbao Athletic. El 2 de abril del 2000 debutó, como titular, en Primera División en una victoria por 1 a 2 ante el Atlético de Madrid. En diciembre de ese mismo año jugó dos partidos más con el equipo rojiblanco, uno de ellos en San Mamés ante el Valencia.
Continuó su trayectoria futbolística en las filas del CF Extremadura en Segunda División. Finalmente, el equipo sufrió el descenso a Segunda B. Su siguiente destino fue el Alicante CF, donde vivió sus mejores años como profesional. Allí formó una gran dupla atacante con su antiguo compañero Sendoa Aguirre. En 2005 fichó por la SD Eibar que se encontraba en Segunda División. Allí continuó una temporada más a pesar del descenso. En 2007 se unió al Club de Fútbol Palencia, con el que vivió el descenso a Tercera División.
En 2009 fichó por la Sociedad Deportiva Beasáin, donde desarrolló gran parte de su trayectoria deportiva a excepción de la temporada 2011-12 que jugó en las filas del Club Portugalete. Su último equipo fue el Club Deportivo Zarautz, ya en categoría regional.

## Clubes
| Club                       | País   | Temporada   |
| -------------------------- | ------ | ----------- |
| Bilbao Athletic            | España | 1999 - 2001 |
| Athletic Club              | España | 2000        |
| CF Extremadura             | España | 2001 - 2002 |
| Alicante CF                | España | 2002 - 2005 |
| SD Eibar                   | España | 2005 - 2007 |
| Club de Fútbol Palencia    | España | 2007 - 2008 |
| Sociedad Deportiva Beasáin | España | 2008 - 2011 |
| Club Portugalete           | España | 2011 - 2012 |
| Sociedad Deportiva Beasáin | España | 2012 - 2017 |
| Club Deportivo Zarautz     | España | 2017 - 2018 |